# Jan Haak
Jan Haak (Emmen, 17 september 1964) is een Nederlands voormalig voetballer die als verdediger speelde.

## Carrière
Haak speelde van 1985 tot 1992 voor FC Emmen, de club uit zijn geboorteplaats. Hij kwam tot in totaal 174 wedstrijden in het betaald voetbal voor de club, waarvan 158 competitiewedstrijden, 9 bekerwedstrijden en 7 wedstrijden in de nacompetitie. Hij speelde voornamelijk als rechtsback.
Na zijn stop in het betaald voetbal kwam Haak ook nog uit voor WKE en werd hij verzorger van de eerste selectie van FC Emmen.